# Union Terrace
Union Terrace es una localidad de Santa Lucía que forma parte del distrito de Gros Islet.